# 博比尼-龐坦-雷蒙·格諾站
博比尼-龐坦-雷蒙·格諾站（法語：Bobigny - Pantin - Raymond Queneau）是巴黎地鐵的一個車站。博比尼-龐坦-雷蒙·格諾站是巴黎地鐵5號線的車站，車站的名稱來自於兩個社區的名稱博比尼和龐坦，以及20世紀法國文學家雷蒙·格諾。

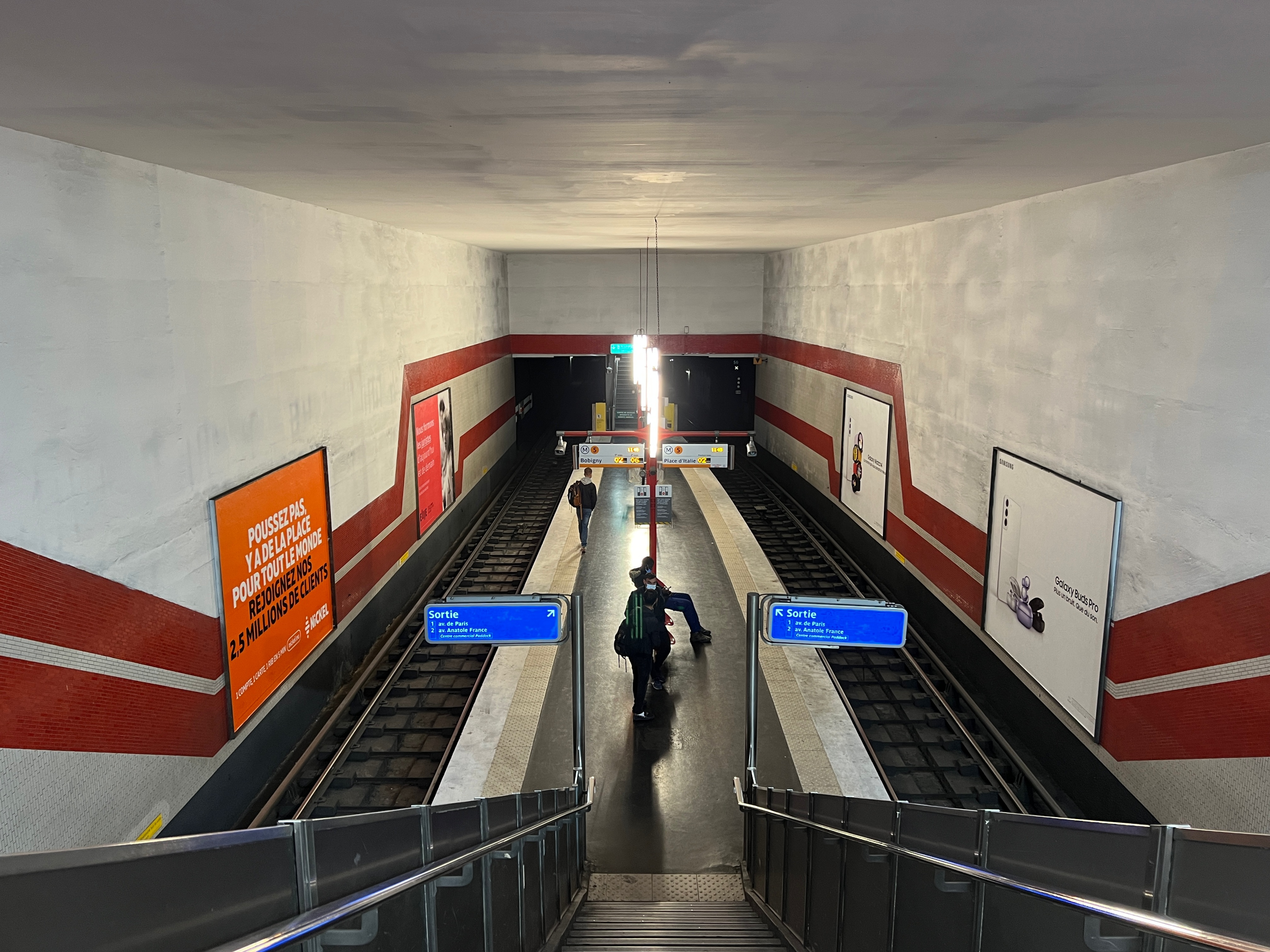
月台 (2022年4月)

## 車站結構
| 街道  |                    |                                |
| B1    | 夾層               |                                |
| 5號線 | 南行               | 往意大利廣場（龐坦教堂）       |
| 5號線 | 島式月台，左側開門 |                                |
| 5號線 | 北行               | 往博比尼-巴勃羅·畢卡索（總站） |